# Margit Sponheimer
Margit Sponheimer (Frankfurt am Main, 7 februari 1943) is een Duitse carnavals- en schlagerzangeres en actrice.

## Voorgeschiedenis
Margit Sponheimer leerde accordeon en piano spelen en kreeg een zang-opleiding. Na afsluiting van de lagere school doorliep ze een commerciële opleiding.

## Carrière
In 1959 trad ze voor de eerste maal op bij het Mainzer carnaval. Met haar stemmingsliedjes was ze een graag geziene gast en in 1969 had ze een monsterhit met Am Rosenmontag bin ich geboren, gecomponeerd door Charlie Niessen. Het lied behoort tegenwoordig tot de evergreen van de carnavalsmuziek. De titel was echter niet op haar van toepassing, omdat Rosenmontag op 8 maart viel. Ook meerdere andere titels werden een hit. Naast haar solo-optredens zong ze ook een duet met Ernst Neger en anderen. Collega's noemden haar 't Margitsche'. Sinds 1961 is ze lid van de Mainzer Garde der Prinzessin.
Ze is ook bekend als actrice en altijd weer op het podium te zien. Ze trad regelmatig op in volksstukken bij het Volkstheater Frankfurt, waaronder Dinner for One, waarin ze Miss Sophie speelde. Dit stuk werd uitgezonden op tv. In september 2005 kreeg ze uit handen van minister-president Kurt Beck van Rheinland-Pfalz het Bundesverdienstkreuz uitgereikt, omdat ze miljoenen mensen enthousiast maakte met haar liederen. Ze had op het narrenpodium een mannendomein betreden en trad regelmatig op in ziekenhuizen en seniorenhuizen. Toentertijd woonde ze in het Rheinhessische Ober-Olm. Sponheimer had in 2008 een gastoptreden in drie afleveringen van Die Fallers. In 2013 ontving ze de Saumagen-orde. Sinds 2006 speelt ze in het Mainzer Unterhaus in de musical Feucht & Fröhlich.

## Discografie

### Succestitels
- 1967: Gell, du hast mich gelle gern
- 1968: So wie mein Papa
- 1968: Das goldig Meenzer-Mädche
- 1969: Am Rosenmontag bin ich geboren
- 1971: Zupft euch mal am Öhrchen
- 1972: En Mann muss man verwöhnen
- 1972: Kille, kille, lach doch mal
- 1975: Mein lieber Karl
- 1976: So nen Mann gibt's nur beim Bäcker
- 1983: En ganze Korb voll Grünes
- ####: Wähle 06131

### Albums
- ####: Ein Mensch wie du und ich
- 1967: Gell, du hast mich gelle gern
- 2010: Gell, du hast mich gelle gern – Margit Sponheimer singt Toni Hämmerle

- Gemeinsame Normdatei: 134527291
- International Standard Name Identifier: 0000 0000 5697 7962
- MusicBrainz: 4843bf89-3f7f-4dba-a884-d534498280ed
- Virtual International Authority File: 79659053
- WorldCat: E39PBJcR6ghmd9tfdRjB77gh73